# Harmony Row
Harmony Row – rockowy album Jacka Bruce’a nagrany i wydany w 1971 r.

## Historia i charakter albumu
Harmony Row był trzecim wydanym albumem studyjnym firmowanym własnym nazwiskiem przez Jacka Bruce’a.
Ponieważ album Songs for a Tailor spotkał się z bardzo pozytywnym przyjęciem przez krytyków muzycznych i okazał się także sukcesem komercyjnym, Jack Bruce zdecydował się na tournée. Jego grupa koncertowa nosiła nazwę Jack Bruce and Friends i była kwartetem: Jack Bruce (wokal, gitara basowa, pianino); Larry Coryell (gitara), Mitch Mitchell (perkusja) i Mike Mandell (pianino).
Grupa zadebiutowała 24 stycznia 1970 r. występem na Lanchester Arts Festival w Coventry, obok grupy Colosseum. Po następnym koncercie w Lyceum w Londynie grupa poleciała do Stanów Zjednoczonych, gdzie wystąpiła dwukrotnie w słynnej sali Fillmore East (czyli w Nowym Jorku), tym razem obok Mountain. Po występach w innych amerykańskich miastach grupa ta zakończyła tournée 1 marca 1970 r. koncertem w Fillmore West w San Francisco.
Na koncercie nowojorskim grupy był John McLaughlin i Tony Williams. Williams udał się za kulisy, gdzie był także Jimi Hendrix, i zaproponował Bruce’owi wstąpienie do jego grupy Lifetime. Bruce wziął udział w nagraniu drugiego albumu grupy – Turn It Over i wziął udział w intensywnym tournée tego zespołu. Jak wspomina Granie z Lifetime było prawdopodobnie najbardziej satysfakcjonującym muzycznym doświadczeniem jakie miałem. To wyczerpujące tournée trwało od kwietnia do września 1970 r. 2 października rozpoczęło się koncertem na Lancaster University brytyjskie tournée Lifetime'u. Zakończyło się ono koncertem na Chelsea College w Londynie 5 grudnia. Mimo tego, że Bruce był gotowy na podróż do USA jako członek zespołu – Lifetime rozwiązało się (powodem był menedżer grupy). John McLaughlin zaczął tworzyć The Mahavishnu Orchestra, które wysublimowało muzyczne idee grupy Lifetime.
Bruce w swoim domu w Chalk Farm w Londynie zajął się komponowaniem muzyki do nowego swojego albumu. W styczniu 1971 r. wszedł do studia razem z Chrisem Speddingiem i Johnem Marshallem. To trio nagrało album Harmony Row, który Bruce uważa za swój ulubiony
Płyta została nagrana "na żywo" i potem dokonano kilku overdubbingów.
Jedynym nie pochodzącym z tych sesji utworem albumu jest bonusowy "Escape to the Royal Wood (On Ice)" (B4). Został on nagrany 6 października 1969 r.
Mimo tego, że jest to ulubiony album samego Bruce’a i przez niektórych krytyków uważany jest za jedno z największych artystycznych osiągnięć artysty – płyta ta nie była sukcesem komercyjnym i nie dostała się do listy przebojów.
W celu promocji albumu Bruce zorganizował nowy zespół w składzie: Chris Spedding (gitara), John Marshall (perkusja), Graham Bond (organy, instr. klawiszowe, saksofon altowy) i okazyjnie Art Themen (saksofony). Ten zespół odbył tournée po Wielkiej Brytanii i Europie. Pojawił się także kilkakrotnie w TV. We wrześniu Bonda, który był już narkomanem, Bruce zwolnił z zespołu.
Trwały także rozmowy, bardzo zaawansowane, na stworzeniem nowego tria w składzie Jimi Hendrix, Jack Bruce i Tony Williams. Śmierć Hendriksa przekreśliła nadzieje na nowy zespół.
Problemy osobiste, zapewne brak sukcesu komercyjnego Harmony Row oraz śmierć Jimiego Hendriksa stały się przyczyną tego, że następny solowy album Bruce’a ukazał się dopiero po trzech latach. Okres ten Bruce spędził w rockowym trio West, Bruce and Laing.

## Muzycy
- Jack Bruce – wokal, pianino, gitara basowa
- Chris Spedding – gitara
- John Marshall – perkusja

## Spis utworów
Wszystkie utwory skomponowane przez Jacka Bruce’a do słów Pete’a Browna.
B – utwory bonusowe
| 1.  | Can You Follow?                      | 1:32    |
|     |                                      |         |
| 2.  | Escape to the Royal Wood (On Ice)    | 3:44    |
|     |                                      |         |
| 3.  | You Burned the Table on Me           | 3:49    |
|     |                                      |         |
| 4.  | There’s a Forest                     | 4:56    |
|     |                                      |         |
| 5.  | Morning Story                        | 8:54    |
|     |                                      |         |
| 6.  | Folk Song                            | 4:20    |
|     |                                      |         |
| 7.  | Smiles and Grins                     | 6:05    |
|     |                                      |         |
| 8.  | Post War                             | 4:20    |
|     |                                      |         |
| 9.  | A Letter of Thanks                   | 2:54    |
|     |                                      |         |
| 10. | Victoria Sage                        | 5:02    |
|     |                                      |         |
| 11. | The Consul at Sunset                 | 4:14    |
|     |                                      |         |
| B1. | Green Hills ("Can You Folow?"[a]     | 2:16    |
|     |                                      |         |
| B2. | You Burned the Tables on Me[b]       | 4:01    |
|     |                                      |         |
| B3. | There’s a Forest[c]                  | 2:11    |
|     |                                      |         |
| B4. | Escape to the Royal Wood[d] (On Ice) | 4:10    |
|     |                                      |         |
| B5. | Can You Follow?[e]                   | 1:46    |
|     |                                      |         |
|     |                                      | 1:04:14 |
|     |                                      |         |

## Opis płyty
Oryginalny album
- Producent – Jack Bruce
- Studio – Command Studios, Londyn (utwory 1–11, B1–B3, B5)
- Data sesja – styczeń 1971
- Inżynier nagrywający – Barry Ainsworth
- Studio – Morgan Studios, Willesden (utwór B4)
- Inżynier nagrywający – Andrew Johns
- Fotografia na okładce – Roger Brown
- Projekt artystyczny – Roger Brown
- Koordynacja – Bob Adcock

Wznowienie
- Producent – Mark Powell
- Miksowanie utworów B1–B2 z oryginalnej 8- i 16-ścieżkowej taśmy  – Paschal Byrne i Mark Powell
- Data miksowania – wrzesień 2002
- Remastering z oryginalnych taśm – Paschal Byrne
- Studio – Audio Archiving Company, Londyn
- Data remasteringu – listopad 2002
- Koordynator projektu – Joe Black dla Universal Music Company
- Opakowanie CD – Phil Smee w Waldo's Design & Dream Emporium
- Czas

oryg. – 42:39
wznow. – 57:01
- Firma nagraniowa

Polydor (WB)
ATCO (USA)
- Oryginalny numer katalogowy –

Polydor 2310 107
ATCO SD 33-365
- Nr katalogowy wznowienia – 065 605-2